# Prunus incisa
Prunus incisa är en rosväxtart som beskrevs av C.P. Thunb. och A. Murray. Prunus incisa ingår i släktet prunusar, och familjen rosväxter.

## Underarter
Arten delas in i följande underarter:
- P. i. kinkiensis
- P. i. bukosanensis

## Bildgalleri

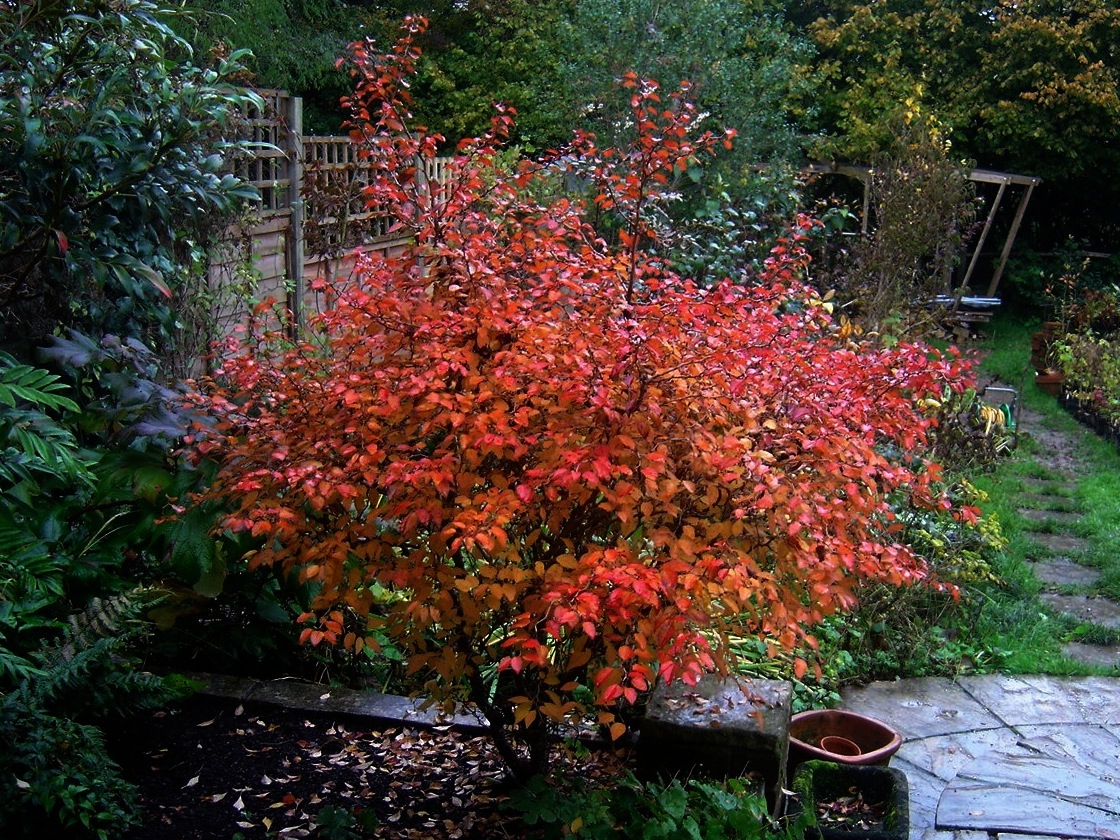
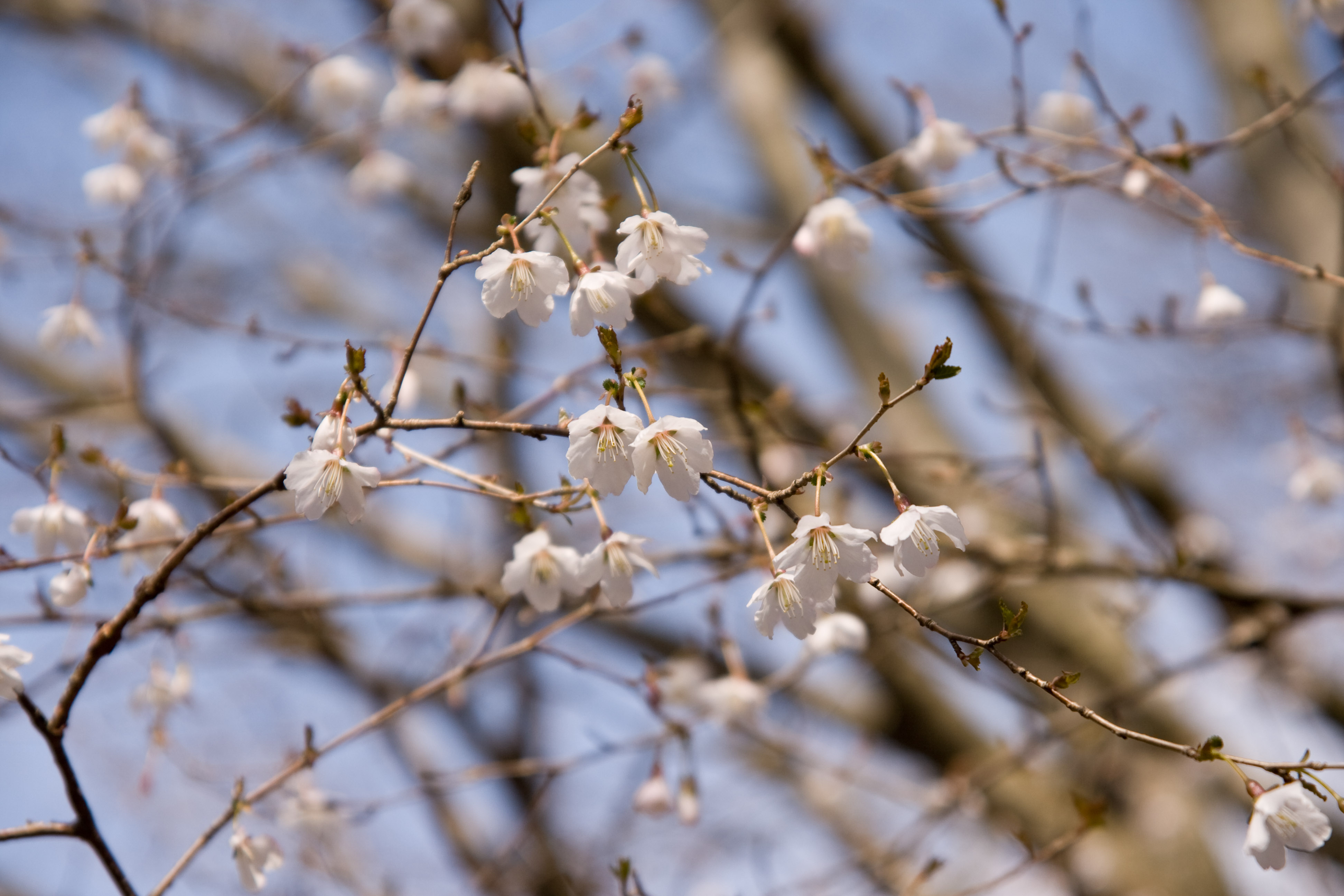